# Cratere Kufstein
Kufstein  è un cratere sulla superficie di Marte.